# Акімов Михайло Павлович (молодший сержант)
Миха́йло Па́влович Акі́мов (нар. 25 листопада 1925, Супонева, Самарська губернія, СРСР — 8 березня 1983, Суми, Сумська область, Українська РСР, СРСР) — учасник Другої Світової війни, Герой Радянського Союзу (25.09.1944), гвардії молодший сержант.

## Біографія
Народився в російській селянській родині. Закінчив 7 класів, працював у колгоспі.
У Червону армію призваний у січні 1943 року Янгікурганським райвійськкоматом Наманганської області Узбецької РСР. Три місяці навчався в запасному полку на мінометника. З червня 1943 року на фронті. Воював на Західному, Південно-Західному, Південному, 4-му Українському, 1-м і 3-м Білоруських фронтах. Був двічі поранений і контужений. Служив навідником гармати 125-го гвардійського артилерійського полку 54-ї гвардійської стрілецької дивізії.
8 липня 1944 року на південний захід від станції Лісна (Барановицький район Брестської області) німецькі війська контратакували позиції 54-ї гвардійської стрілецької дивізії. Атаку ворожої піхоти підтримували 15 танків та самохідних гармат. Розрахунок навідника Акімова висунув гармату назустріч атакуючим танкам, першим же снарядом вразив ворожий танк із дистанції 300—400 м. Під час подальшого бою інші номери обслуги вибули з ладу. Діючи поодинці, Михайло Акімов підбив ще 3 ворожих танки, осколковими снарядами вів вогонь по піхоті, що наступала. Був поранений, знепритомнів, але займані позиції були утримані. Півтора місяця провів у госпіталі.
У січні 1945 року Акімова відправили на навчання в Сумське артилерійське училище. Однак наслідки поранень і контузії призвели до того, що в листопаді 1946 року за станом здоров'я він звільнився з армії.
Закінчив Самарський борошномельно-круп'яний технікум, працював у місті Володимир. Наприкінці 1951 переїхав до міста Суми, де працював вальцювальником на регенеративному заводі.
Похований у Сумах на Центральному кладовищі.

## Нагороди
- Медаль «Золота Зірка» Героя Радянського Союзу (№ 5103, 25.09.1944)
- Орден Леніна (25.09.1944)
- Медалі

## Пам'ять
У місті Суми на алеї Слави, розташованої на вулиці імені Героїв Сталінграда, серед інших воїнів, пов'язаних із містом Суми, є і портрет Михайла Павловича Акімова.